# Theresa Reed
Pour les articles homonymes, voir Reed.
Theresa Reed, dite Darklady, est une écrivaine et chroniqueuse érotique américaine résidant à Portland, dans l'Oregon. En plus de ses chroniques de vidéos, de magazines, de sites web ou gadget pour adulte, elle écrit divers papiers et articles plus généralistes pour des publications et des websites, dont AVN (Adult Video News) Magazine, Playtime Magazine, et Voracitybeat.com.
Elle a été femme de radio, modèle artistique pour photo, scénariste pour film adulte, oratrice et candidate politique. Elle est par ailleurs bisexuelle et amoureuse libre. Son érotisme apparaît dans un certain nombre d'anthologies, dont Best S/M Erotica et Best Bisexual Erotica 2. Elle est la rédactrice auxiliaire de YNOT.com. Membre fondatrice de la Portland Leather Alliance, une organisation américaine BDSM, elle a aussi été le contact de la Woodhull Freedom Foundation avec l'industrie du sexe américaine. Elle est par ailleurs membre du bureau de PABA (Portland Area Business Association, une association américaine des entreprises LGBT), fut directrice de la communication de l'association homosexuelle Pink Pistols, et fut vice-présidente du Parti libertarien du comté de Multnomah.
En 2002, elle se présente pour la chambre des représentants de l'Oregon, où elle recueille 10 % des suffrages. Elle se présente en 2004 pour un siège au sénat de l'Oregon.
Elle fut par ailleurs élue Miss Oregon Leather 2004 et concourut pour Miss Oregon Meather 2005.